# The Assembly Line
The Assembly Line était un studio de développement de jeux vidéo britannique de 1989 à 1995.

## Ludographie
- Xenon 2: Megablast (1989), conçu par Bitmap Brothers
- Pipe Dream (1989)
- Helter Skelter (1989)
- Interphase (1989)
- Exterminator (1990)
- Vaxine (1990)
- The Game of Harmony (1990), aussi connu sous le nom de E-Motion et Sphericule
- Team Yankee (1990)
- Cybercon III (1991)
- Stunt Island (1992)